# Bethersden
Bethersden è un villaggio e parrocchia civile dell'Inghilterra, appartenente alla contea del Kent.